# Dean Cain
Pour les articles homonymes, voir Cain (homonymie).
Dean George Tanaka Cain, dit Dean Cain, né le 31 juillet 1966 à Mount Clemens, dans le Michigan, aux (États-Unis), est un acteur, réalisateur, scénariste et producteur américain.
Il est surtout connu pour le rôle de Superman / Clark Kent dans la série télévisée Loïs et Clark : Les Nouvelles Aventures de Superman, où il donnait la réplique à Teri Hatcher (qui tenait le rôle de Lois Lane).
Il a également joué dans plusieurs films comme Le Club des cœurs brisés (2000), Rat Race (2001), Out of Time (2003), Oscar, le chien qui vaut des milliards (2005), Un amour de père (2008), État de guerre (2011), God's Not Dead (2014), Agent Toby Barks (2020), Skydog (2020), Faith Under Fire (2020), Baby Bulldog (2020) et Light Up Night (2020).

## Biographie

### Jeunesse
Avant sa naissance, ses parents (sa mère Sharon Thomas (af), une actrice, et son père Roger Tanaka, militaire de l'Armée américaine) divorcent. Déstabilisée, sa mère épouse alors le réalisateur (futur acteur et producteur), Christopher Cain — Dean et son frère Roger sont alors adoptés par celui-ci. De cette union naît une fille, Krisinda Cain qui deviendra la présentatrice de la météo sur Foxnews côte est.
Dean Cain passa toute son enfance à Malibu, en Californie. Au lycée de Santa Monica, Dean se révéla doué en sport. Lorsqu'il obtint son diplôme en 1984, il dut refuser dix-sept bourses d'études pour étudier à l'université de Princeton. Il y devint d'ailleurs le capitaine de l'équipe de volley et il joua également dans son équipe de football américain. À la fin de ses études, il sera élu major de sa promotion en histoire en 1988.
Tout de suite après son diplôme, il est contacté par une équipe de football américain, les Buffalo Bills, pour devenir joueur professionnel. Mais au cours de l'un de ses premiers matchs, il est victime d'un violent choc au genou, ce qui l'oblige à arrêter le football américain. Le sentier de la gloire se referme mais aux États-Unis, les maniaques de la statistique sportive gardent en mémoire qu'il reste titulaire d'un record universitaire, celui du nombre d'interceptions.

### Carrière
Après sa tentative avortée d'évoluer dans le milieu sportif, Dean Cain s'oriente alors dans l'écriture de scénarios et commence à jouer, tournant dans des dizaines de publicités.
En 1991, Dean tourne pas moins de 35 spots dont McDonald's et Coca Cola Light. La même année, il apparaît dans Dive, son deuxième long métrage puis joue l'année suivante dans Miracle Beach. Il obtient également des rôles dans des séries populaires comme Grapevine (en), Campus Show et Beverly Hills 90210.
En 1993, Dean endosse le costume de Superman pour la série Loïs et Clark (Lois & Clark: The New Adventures of Superman) qui s'arrêtera en 1997. En dépit de sa taille de 1,82 m, il est alors le plus petit de tous les acteurs ayant incarné Superman au cinéma comme à la télévision. Malgré cela, la série, qui le rend célèbre, connaît un beau succès aux États-Unis et dans plusieurs pays. Lors de sa 3e saison, où Superman fait sa demande en mariage à Loïs Lane, elle atteint même la 44e rang des émissions les plus regardées en Amérique.
En 1998, Dean crée sa maison de production, Angry Dragon Entertainment, avec laquelle il produit Ripley's Believe it or Not ! sur la chaîne TBS. Il a également joué dans plusieurs films comme Le Club des cœurs brisés (2000), Rat Race (2001), Out of Time (2003) et Oscar, le chien qui vaut des milliards (2005). Il fera apparition dans la série-comédie Hope & faith (2003), qui sera diffusée en France deux ans plus tard sous titre de La Star de la famille (2006). Puis figurera pendant un certain temps, en tant que présentateur météo[réf. souhaitée]. En 2004, il incarne Scott Peterson dans le téléfilm Comportement suspect (The Perfect Husband: The Laci Peterson Story). En 2007, il fait une apparition dans l'épisode 8 de la saison 6 de la série américaine Les Experts : Miami, et il est à l'affiche de deux téléfilms : Vol 732 : Terreur en plein ciel et La Force du pardon. Il sera plus tard dans un des épisodes de la série Smallville, remplaçant en quelque sorte la série des Aventures de Lois et Clark, mais cette fois-ci dans la peau d'un ennemi de Superman.
En 2008, il est en tête d'affiche du film Un amour de père (Five Dollars a Day), ayant pour partenaires Christopher Walken, Sharon Stone et Peter Coyote.
En 2012, il participe à l'émission controversée de NBC Stars earn Stripes. En 2013, il revient sur le devant de la scène en incarnant l'un des personnages principaux de la série Hit the Floor.
En 2015, il incarne le rôle du père adoptif de Kara Zor-El sur terre, dans la série Supergirl.
En 2020, il enchaine avec plusieurs films tels que : Agent Toby Barks (2020), Skydog (2020), Faith Under Fire (2020), Baby Bulldog (2020) et Light Up Night (2020).
Le 27 avril 2024, il est à l'affiche du drame I Feel Fine, aux côtés de Kevin Sorbo et Corin Nemec, qui est acclamé par la critique.

### Vie privée
Dean Cain a été en couple avec Brooke Shields autour de leurs vingt ans. Il a eu un garçon avec l'actrice Samantha Torres : Christopher Dean Cain, né le 11 juin 2000.
En 2025, il devient un agent de l'ICE pour soutenir le programme d’expulsions massives de Trump.

## Filmographie

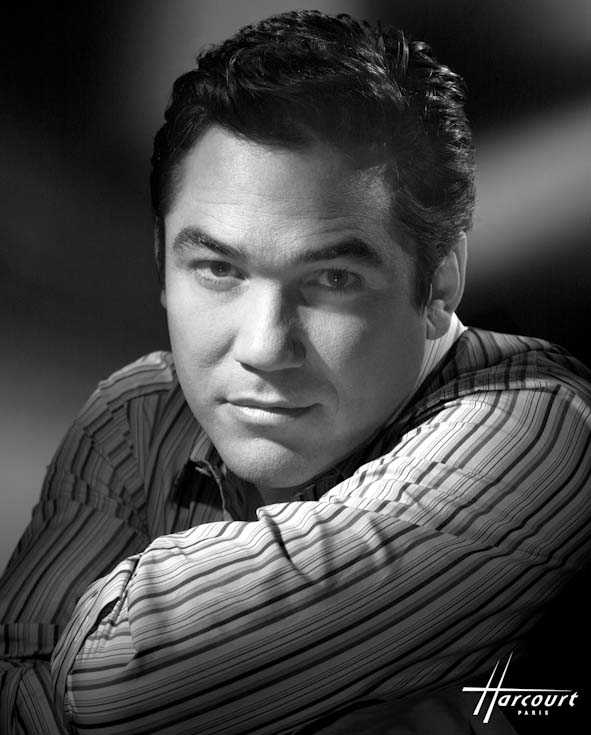
Dean Cain en 2008 (photo studio Harcourt)

### Cinéma
- 1976 : Elmer de Christopher Cain : Dean Russell
- 1979 : Charlie et le Talking Buzzard de Christopher Cain : Joe
- 1984 : The Stone Boy de Christopher Cain : Eugene Hillerman
- 1990 : Écrivez to Kill de  Ruben Preuss : le gardien de parking
- 1990 : Going Under (en) de Mark W. Travis (de) : un type dans le bar
- 1997 : Best Men de Tamra Davis : Buzz
- 2000 : Le Club des cœurs brisés (Le Hearts Broken: A Comedy Romantic) : Cole
- 2001 : Cash Express (Rat Race) de Jerry Zucker : Shawn Kent
- 2002 : Phase IV (en) de Bryan Goeres : Simon Tate
- 2002 : New Alcatraz (Boa) de Phillip Roth : Dr Robert Trenton
- 2003 : Out of Time de Carl Franklin : Chris Harrison
- 2004 : Grandpa's Place de John Carl Buechler : un figurant
- 2004 : Lost (en) de Darren Lemke (en) : Jeremy Stanton
- 2005 : Oscar, le chien qui vaut des milliards (Bailey's Billion$) de David Devine (en) : Theodore Maxwell
- 2006 : Septembre Dawn (en) de Christopher Cain : Joseph Smith
- 2006 : Max Havok dans larène du feu (en) (Max Havoc: Ring of Fire) de  Terry Ingram : Roger Tarso
- 2006 : Max Havoc: Ring of Fire (en) de Terry Ingram : Roger Tarso
- 2007 : Urban Decay (en) de Harry Basil : Stan
- 2009 : The Way Home (en) de Lance W. Dreesen : Randy Simpkins
- 2008 : Un amour de père ($5 a Day) : Rick Carlson
- 2009 : Abandoned : Kevin
- 2010 : Sang pour sang extrême (Circle of Pain) de Daniel Zirilli (it) : Wyatt
- 2011 : Kill Katie Malone (en) de Carlos Ramos Jr. : Robert
- 2011 : Subject: I Love You (en) de Francis dela Torre : James Trapp
- 2011 : A Mile in His Shoes (en) de William Dear : Arthur Murphy
- 2011 : Dirty Little Trick de Brian Skiba : Michael
- 2012 : Sweetwater de Brian Skiba : Trey
- 2012 : Home Run Showdown d'Oz Scott : Rico
- 2012 : I am... Brody de Mike Norris : Shérif Brody
- 2013 : Mean to Be  de Bradley Dorsey : Mike
- 2013 : Man Camp de Brian Brightly : Luke
- 2014 : At the Top of the Pyramid (en) de Lawrence Jordan : Jefferson Parker
- 2014 : Dieu n'est pas mort (God's Not Dead) de Harold Cronk (en) : Marc Shelley
- 2014 : The Appearing (en) de Daric Gates : Dr Shaw
- 2014 : Horse Camp de Joel Paul Reisig : Luke
- 2015 : Deadly Sanctuary de Nancy Criss : Roy Hollingsworth
- 2015 : Mind's Eye : Mark Willis
- 2015 : Vendetta (en) de Jen Soska (en) et Sylvia Soska (en) : Mason Danvers
- 2016 : DC Super Hero Girls : Héroïne de l'année (DC Super Hero Girls: Hero of the Year) de Cecilia Aranovich : Jonathan Kent
- 2018 : Madness in the Method (en) de Jason Mewes
- 2020 : 2050 de Princeton Holt : Maxwell
- 2020 : Agent Toby Barks de Dan Hunter : Ted
- 2020 : Dispatched de Gary Lee Vincent : Chef Patterson
- 2020 : One Life at a Time de Jason Campbell : Jason Campbell
- 2020 : Skydog de Tim Kaiser : Neil Glasswell
- 2020 : Faith Under Fire de Joel Paul Reisig : Pasteur Dan Underwood
- 2020 : Baby Bulldog de Angela McCulley : Juge Kelly
- 2020 : Light Up Night de Jason Campbell : Boaz Perez
- 2024 :  God's Not Dead: In God We Trust de Vance Null  :  Marc Shelley

### Télévision

#### Séries télévisées
- 1989 - 1990 : Christine Cromwell
- 1990 : Corky, un adolescent pas comme les autres (Life Goes On) : Kimo (saison 2, épisode 2)
- 1992 : Campus Show (A Different World) : Eddie (saison 5, épisode 14)
- 1992 : Grapevine (en) : Brian (saison 1, épisode 1)
- 1992 : Beverly Hills 90210 : Rick (saison 3)
- 1993 - 1997 : Loïs et Clark : Les Nouvelles Aventures de Superman (Loïs & Clark: New Adventures of Superman) : Clark Kent / Superman
- 1999 : Fantasy Island : Sam Kenneally (saison 1, épisode 11)
- 2001 : Voilà ! (Just Shoot Me) : Chris Williams (saison 5, épisode 21)
- 2002 : Frasier : Rick (saison 10, épisode 10)
- 2003 - 2004 : Division d'élite (The Division) : Inspecteur Jack Ellis (saisons 3 et 4)
- 2004 - 2005 : Clubhouse : Conrad Dean
- 2005 : La Star de la famille (Hope & Faith) : Larry Walker (saisons 2 et 3)
- 2005 : New York, unité spéciale (Law & Order: Special Victims Unit) : Dr Mike Jergens (saison 7, épisode 8)
- 2004 - 2006 : Las Vegas : Casey Manning (saisons 2 à 4)
- 2007 : Smallville : Curtis Knox / Vandal Savage (saison 7, épisode 4)
- 2007 : Les Experts : Miami (CSI Miami) : Roger Partney (saison 6, épisode 8)
- 2009 : Entourage : Lui-même (saison 6, épisode 11)
- 2011 : Burn Notice : Ryan Pewterbaugh (saison 5, épisode 18)
- 2012 : Esprits criminels (Criminal Minds) : Curtis Banks (saison 7, épisode 13)
- 2012 : Don't Trust the B---- in Apartment 23 : Lui-même (saison 1, épisode 7 ; saison 2, épisodes 5 et 6)
- 2013 - 2018 : Hit the Floor : Coach Pete Davenport
- 2014 : Mulaney : Lui-même (saison 1, épisode 1)
- 2015 : Supergirl : Jeremiah Danvers

#### Téléfilms
- 1997 : Une âme sans repos (Rag and Bone) : Tony Moran
- 1998 : Futuresport d'Ernest Dickerson : Tremaine Ramsey : Tremaine Ramzey
- 1998 : Robes trouvées pour tuer (en) (Dogboys) : Julian Taylor
- 2000 : Manigances (No Alibi) : Bob Valenz
- 2000 : Atterrissage forcé (Flight of Flancy) : Clay Bennett
- 2000 : For the Cause : Gen Murran
- 2000 : Offensive pour un flic (Militia) : Ethan Carter
- 2000 : Le Prix du courage (The Runaway) : Shérif Frank Richards
- 2001 : Piège de Feu (Firetrap) : Max Hooper
- 2002 : Panique en eaux profondes (Dark Descent) : Will Murdock
- 2002 : Étrange voisinage (en) (The Glow) : Matt Lawrence
- 2002 : L'Ours et l'enfant (Gentle Ben) : Jack Wedloe
- 2002 : Dérive fatale (Christmas Rush ou Breakaway) : Lt. Cornelius Morgan
- 2003 : Dragon Fighter (Dragon Fighter) : Capitaine David Carver
- 2003 : L'Ours et l'enfant : Danger dans les montagnes (Gentle Ben 2 : Danger on the Mountain) : Jack Wedloe
- 2004 : Marions-les ! (I Do (But I Don't)), de Kelly Makin (TV) : Nick Corina
- 2004 : Impact final (Post Impact) : Capitaine Tom Parker
- 2004 : Comportement suspect (The Perfect Husband: The Laci Peterson Story) : Scott Peterson
- 2005 : Mayday (en) : (le vol 52 ne répond plus) Commandant James Stan
- 2005 : À chacun sa vérité (Truth) : Peter
- 2006 : La Course au mariage ou Les mariés de Noël (en) (A Christmas Wedding) : Tucker
- 2006 : Dead and Deader : Lt. Bobby Quinn
- 2006 : Magnitude 10,5 : L'Apocalypse (10.5: Apocalypse) : Brad Malloy
- 2007 : Choc en retour ! / Sous surveillance (Hidden Camera) : Dan Kovacs
- 2007 : Vol 732 : Terreur en plein ciel (Final Approach) : Jack Bender
- 2007 : Protect and Serve : Mike Borelli
- 2007 : La Force du pardon (Crossroads: A Story of Forgiveness) : Bruce Murakami
- 2008 : À la recherche de M. Parfait (Making Mr. Right) : Eddie
- 2008 : L'As de cœur (Ace of Hearts) : Daniel Harding
- 2009 : Le Sauveur de Noël (ou Le Chien de Noël) (The Dog Who Saved Christmas) : Ted Stein
- 2009 : Le joueur, la fille et le pistolero (en) ("The Gambler, the Girl and the Gunslinger|) : Shea Mc Call
- 2009 : Les Aventures d'Aussie et Ted (Aussie and Ted's Great Adventure) : Michael Brooks
- 2009 : Le Noël des petites terreurs (The Three Gifts) : Jack Green
- 2010 : À la rescousse de Noël (en) (ou Le Chien de Noël 2 : vacances au ski) (The Dog Who Saved Christmas Vacation) : Ted Stein
- 2010 : Une Nounou pour Noël (A Nanny for Christmas) : Danny Donner
- 2010 : Arctic Predator : James Clark « J.C » Ross
- 2011 : État de guerre (5 Days of War) : Chris Bailot
- 2011 : L'Avocat du Père Noël (The Case for Christmas) : Timothy Bond
- 2011 : Le Sauveur d'Halloween (ou Le chien qui a sauvé Halloween) (The Dog Who Saved Halloween) : Ted Stein
- 2012 : Opération cupcake (Operation Cupcake) : Griff Carson
- 2012 : Le Chien qui a sauvé Noël (ou Le chien de Noël 3 : la famille s'agrandit) (The Dog Who Saved the Holidays) : Ted Stein
- 2013 : La Petite Fille aux miracles (Doorway to Heaven / Heaven's Door) : Léo Taylor
- 2013 : Le Procès du Père Noël (Defending Santa) : Shérif Scott Hanson[2]
- 2014 : Le Chien qui a sauvé Pâques (The Dog Who Saved Easter) : Ted Stein
- 2014 : Les Copains Mousquetaires, un toutou et tous pour un (The Three Dogateers) : Matt
- 2014 : Jingle Belle (A Belle for Christmas) : Glenn Barrows
- 2014 : S.O.S : Éruption en plein vol (Airplane vs Volcano) : Rick Pierce
- 2014 : Christmas Miracle / Small Town Santa : Shérif Rick Langston
- 2014 : Un Ex-mari en cadeau (Merry Ex-Mas) : Jessie Rogers
- 2015 : Les Rêves de Lindsay (A Wish Come True) : Lui-même
- 2015 : Le Ranch du bonheur ("A Horse for Summer) : Kent Walsh
- 2015 : Le Chien qui a sauvé l'été (The Dog Who Saved Summer) : Ted Stein
- 2015 : A Dog for Christmas : Earl
- 2015 : Beverly Hills Christmas : Gabriel
- 2015 : Christmas All Over Again : Jay Hanson
- 2016 : Noël à la télévision (Broadcasting Christmas): Charlie Fisher
- 2018 : Coup de foudre sur les pistes (Winter's Dream) : Ty Decker

#### Émission de télé-réalité
- 2012 : Stars Earn Stripes

## Distinctions

### Récompenses
- 2011 : WorldFest Houston du meilleur film pour Pure Country 2: The Gift (2010) partagé avec Scott Duthie (Producteur), Christopher Cain (Réalisateur), Hunt Lowry (Producteur), Lawrence Mortorff (Producteur exécutif), Phil Adams (Producteur exécutif), Ben Horton (Producteur exécutif), Jim Tierney (Producteur exécutif), Jeff Schafer (Coproducteur) et Michael Minkler (Coproducteur).
- 2017 : IndieFEST Film Awards du meilleur acteur dans un second rôle dans un film fantastique pour The Incantation (2017).
- Festigious International Film Festival 2018 : Lauréat du Prix de la meilleure distribution dans un drame fantastique pour 2050 (2018) partagé avec Irina Abraham, Devin Fuller, Stefanie Bloom, Stormi Maya, Shannone Holt, Jace Nicole, Jonathan Ercolino, Chris Riquinha, David Vaughn et Hope Blackstock.
- Festigious International Film Festival 2018 : Lauréat du Prix de la meilleure distribution dans un drame fantastique pour 2050 (2018) partagé avec Irina Abraham, Devin Fuller, Stefanie Bloom, Stormi Maya, Shannone Holt, Jace Nicole, Jonathan Ercolino, Chris Riquinha, David Vaughn et Hope Blackstock.
- 2019 : Actors Awards de la meilleure distribution dans un drame fantastique pour 2050 (2018) partagé avec Irina Abraham, Devin Fuller, Stefanie Bloom, Stormi Maya, Shannone Holt, Jace Nicole, Jonathan Ercolino, Chris Riquinha, David Vaughn et Hope Blackstock.
- 2020 : Best Actor Award du meilleur acteur dans un second rôle dans un drame fantastique pour 2050 (2018).
- 2021 : Green Mountain Film Festival du meilleur acteur dans un second rôle dans un drame biographique pour Break Every Chain (2018).
- 2022 : Christian Film Festival du meilleur acteur dans un second rôle dans un drame pour One Cop's Journey (2022).

## Voix françaises
En France, Emmanuel Curtil est la voix française régulière de Dean Cain.

## Sources et références
1. ↑  (en-GB) Sian Cain, « Former Superman actor Dean Cain reveals he’s becoming an Ice agent to support Trump’s mass deportation agenda », The Guardian,‎ 7 août 2025 (ISSN 0261-3077, lire en ligne, consulté le 7 août 2025)
2. ↑  « Le procès du Père Noël (M6) : Dean Cain face à un affabulateur ? », sur toutelatele.com, 3 décembre 2015 (consulté le 23 septembre 2020).

- (en) Cet article est partiellement ou en totalité issu de l’article de Wikipédia en anglais intitulé « Dean Cain » (voir la liste des auteurs).